# Poposauridae
I poposauridi (Poposauridae) erano grandi rettili arcosauri carnivori, ora estinti. Vissero nel Triassico medio e superiore (circa 225 – 215 milioni di anni fa); i loro resti sono stati ritrovati principalmente in Nordamerica ed Europa.

## Antenati del tirannosauro?
Questi grandi predatori erano imparentati con i crocodilomorfi (Crocodylomorpha), ma i fossili mostrano una straordinaria somiglianza con i dinosauri teropodi, in particolare con i famosi Allosaurus e Tyrannosaurus. In particolare il paleontologo Sankar Chatterjee, che negli anni '80 studiò la specie Postosuchus kirkpatricki, ipotizzò che questi animali potessero essere i diretti antenati dei tirannosauri e dei loro parenti. Questa convinzione, basata soprattutto sulle somiglianze dei crani e delle ossa pelviche, è stata comunque rifiutata dalla maggior parte dei paleontologi.
Le ossa di polsi e caviglie, infatti, denotano i poposauridi come appartenenti ai crurotarsi, ovvero quel gruppo di arcosauri di cui fanno parte anche i coccodrilli. Quello che sembra più probabile, quindi, è che i poposauridi fossero un esempio di convergenza evolutiva. In questo modo i poposauri risulterebbero una sorta di “anteprima” dell'archetipo del grande predatore proposto successivamente dai grandi dinosauri carnivori.

## Diversificazione
Oltre al già citato Postosuchus, i poposauridi comprendevano anche l'europeo Teratosaurus, descritto originariamente come un dinosauro teropode, e Poposaurus, noto per resti incompleti. Le recenti classificazioni, comunque, mettono in dubbio l'appartenenza di Postosuchus e Teratosaurus a questa famiglia: i due generi potrebbero essere dei rappresentanti dell'affine famiglia dei rauisuchidi (Rauisuchidae). In ogni caso, il più antico poposauride noto è Bromsgroveia walkeri, del Triassico medio dell'Inghilterra. Un'altra forma ascritta ai poposauridi è Arizonasaurus babbitti, dotato di lunghe vertebre dorsali che in vita sorreggevano una "vela" simile a quella del pelicosauro Dimetrodon e del dinosauro Spinosaurus. La sottofamiglia Chatterjeeinae, che comprende Shuvosaurus, Effigia e Sillosuchus, potrebbe essere un'ulteriore evoluzione di questa famiglia, dalle caratteristiche insolite: erano arcosauri bipedi, dal collo lungo e sprovvisti di denti.

## Classificazione
- Famiglia Poposauridae
  - Arizonasaurus
  - Bromsgroveia
  - Poposaurus
  - Sottofamiglia Chatterjeeinae
    - Effigia
    - Sillosuchus
    - Shuvosaurus